# 內庭穴
內庭穴是属于足陽明胃經的腧穴，是胃經的滎穴。

## 定位
足背第2、第3趾間，趾蹼緣後方赤白肉際處。

## 主治
口鼻咽喉疾病、胃腸疾病、足背腫痛、熱病等。

## 操作
直刺0.3～0.5寸，可灸。